# Souilhe
Souilhe é uma comuna francesa na região administrativa de Occitânia, no departamento de Aude. Estende-se por uma área de 4,20 km². Em 2010 a comuna tinha 331 habitantes (densidade: 78,8 hab./km²).